# Courrier de Neuchâtel
De Courrier de Neuchâtel is een Zwitsers Franstalig dagblad.

## Omschrijving
Het dagblad werd opgericht op 15 juli 1857 door Alfred de Chambrier en was gevestigd in de Zwitserse stad Neuchâtel.